# Johannes Kram

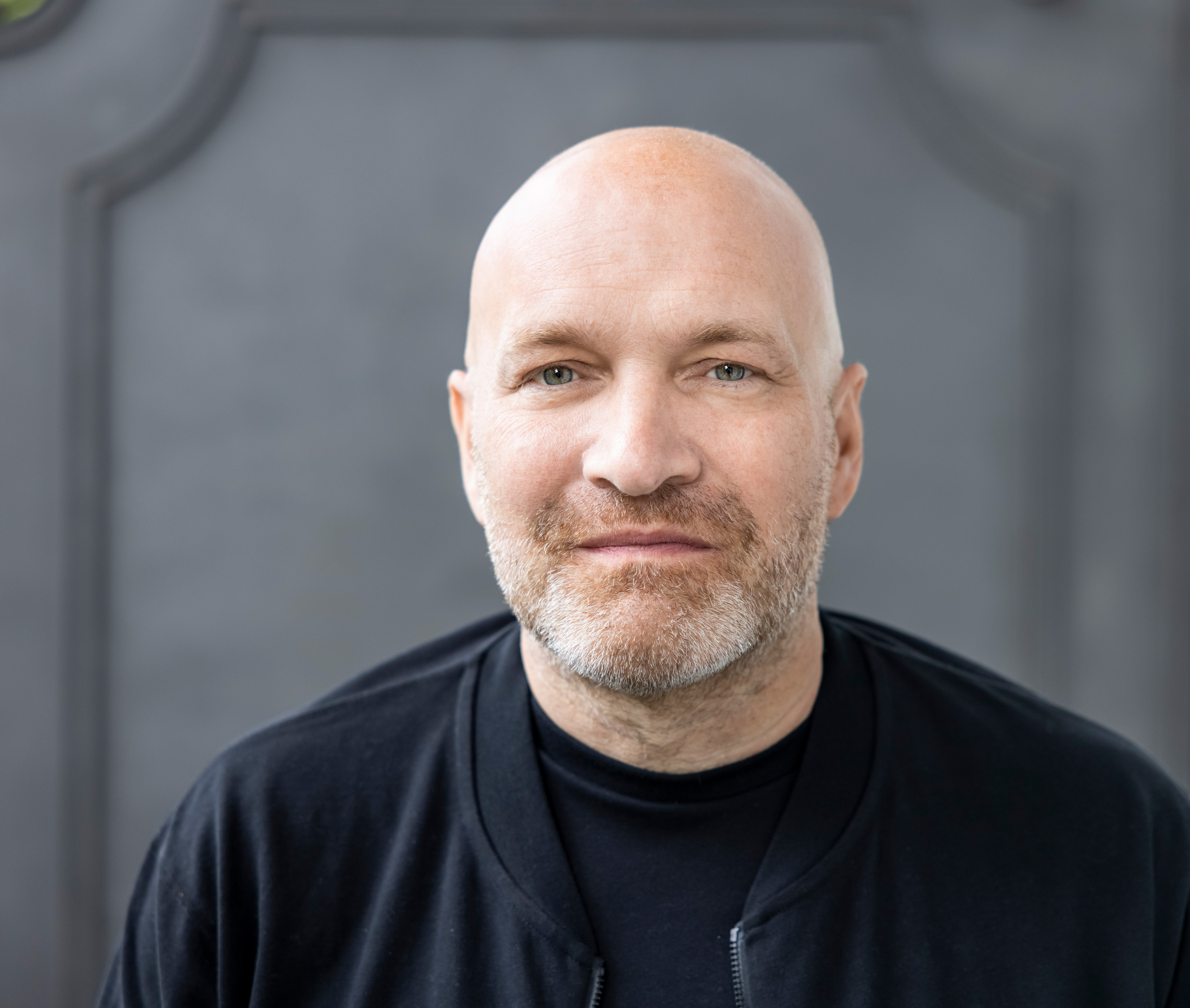
Johannes Kram (2021)

Johannes Kram (* 19. März 1967 in Trier) ist ein deutscher Autor, Textdichter, Blogger, Marketingstratege und LGBT-Aktivist.

## Leben
Kram war als damaliger Manager von Guildo Horn verantwortlich für dessen Medienkampagne rund um dessen Teilnahme beim Eurovision Song Contest 1998 in Birmingham.
Die dabei von Kram als Kampagne geführte Medienarbeit gilt als entscheidend mitverantwortlich für den Hype um den Sänger, der diesen bis zu seinem Auftritt geführt hat. Sie gilt als eine der besten deutschen PR-Kampagnen der 90er-Jahre.
Im Jahr 2002 schrieb Kram anlässlich des Countdowns zum Grandprix 2002 gemeinsam mit Guido Craveiro und Michael Holm das Lied To Be or Not to Be für Zarah, das Platz 15 in der Vorrunde erreichte.
In seinem Nollendorfblog schreibt er seit 2009 unter dem Motto Ich hab ja nichts gegen Schwule, aber über Homophobie und die Rolle von Lesben und Schwulen in der Gesellschaft.
Kram war einer der Gründungsherausgeber des Medien-Debattenportals Vocer sowie Verfasser und zusammen mit dem Bund Lesbischer und Schwuler JournalistInnen Initiator des Waldschlösschen-Appells gegen Homophobie in den Medien. Der Appell wurde im Rahmen der Diskussion um eine angeblich homophobe Ausgabe der ARD-Sendung Menschen bei Maischberger im vollen Wortlaut durch dpa veröffentlicht. Im Juli 2017 wurde Kram zum Themenbotschafter der Charta der Vielfalt für das Thema „Sexuelle Orientierung und Identität“ ausgewählt.
2018 erschien im Berliner Querverlag sein Buch Ich hab ja nichts gegen Schwule – Die schreckliche nette Homophobie in der Mitte der Gesellschaft, das eine Debatte über Alltagshomophobie auslöste. Die Comedians Dieter Nuhr und Jürgen von der Lippe wehrten sich im Spiegel gegen Homophobievorwürfe, die Kram in seinem Buch gegen sie erhoben hatte. Im Juni 2021 erschien die zweite Auflage des Buches.
Kram entwickelt Theaterstücke unterschiedlicher Genres. Sein Musical Khao San Road wurde 2009 im Meistersaal am Potsdamer Platz in Berlin in Form einer szenischen Lesung uraufgeführt. Sein Ein-Personenstück Seite Eins handelt von der alltäglichen Maschinerie moderner Massenmedien und deren Macher. Es wurde am 5. September 2014 mit dem Schauspieler und Comedian Ingolf Lück unter der Regie von Christian Schäfer am Theater Gütersloh uraufgeführt. Es gab mittlerweile acht verschiedene Seite Eins-Inszenierungen, u. a. mit Ingolf Lück und Boris Aljinovic.
Kram war Head-Autor des Theaterfilms Shakespeares letzte Runde (2018). Anlässlich des 200. Geburtstages von Karl Marx wurde im Mai 2018 in Trier Krams Marx! Love! Revolution! uraufgeführt, ein „Theaterstück zum Mitgehen“, das an Originalschauplätzen spielt. Das Stück thematisiert auch die kontroverse Diskussion um die über fünf Meter hohe Karl-Marx-Statue, die der Stadt Trier zum Marx-Jubiläum von der Volksrepublik China geschenkt wurde. Im Oktober 2021 wurde im Berliner BKA-Theater die Operette für zwei schwule Tenöre uraufgeführt, die Kram als Liedtexter und Librettist zusammen mit Florian Ludewig verfasst hat, der die Musik komponierte.
Als freier Autor schreibt Kram vor allem über Themen aus Kultur, Gesellschaft und Kommunikation. Von 2016 bis 2019 schrieb Kram eine monatliche Kolumne mit dem Titel Politically Correct! auf dem medienkritischen Watchblog Bildblog.
2018 wurde er in Paris mit dem Tolerantia Award ausgezeichnet, der jährlich an Persönlichkeiten in fünf verschiedenen europäischen Ländern verliehen wird. In der Jurybegründung hieß es: „Wir würdigen ihn dafür, dass er diese [seine außergewöhnlich vielen Talente] so konsequent und über die Jahre für die Belange von LGBTI eingesetzt hat. Johannes Kram ist mit seinen Interventionen gelungen, die Anliegen der Community in das 20. Jahrhundert hinüberzutragen und für ein jüngeres (und breiteres) Publikum zugänglich zu machen.“
Im Februar 2019 gründete Kram zusammen mit Martin Schulz als Vorsitzenden sowie Klaas Heufer-Umlauf, Franziska Brantner, Carolina Chimoy, Horand Knaupt und Vera Lisakowski die überparteiliche Europa-Initiative „Tu was für Europa e.V.“. Als Kampagnenleiter entwickelte er hierfür zusammen mit der Kommunikationsagentur Scholz & Friends eine große Pro-Europakampagne, die am Europatag 2019, dem 9. Mai, im Berliner Allianz-Forum gelauncht wurde.
Am 6. Juli 2019 wurde Johannes Kram beim Kölner CSD-Empfang vor ca. 800 geladenen Gästen die Kompassnadel des Schwulen Netzwerks NRW, einem der wichtigsten queeren Preise in Deutschland, verliehen. In ihrer Laudatio sagte die Journalistin Aslı Sevindim: „So viel können wir von ihm lernen: Ob er Rassisten den Kampf ansagt oder Coming-Out-Probleme junger Menschen zum Thema macht. Immer macht Johannes Kram klar: Das alles geht auch dich an! Wenn jeder die Gelegenheit sucht, zu sagen, dass man damit nichts zu tun hat – dann wird sich für keinen etwas bewegen oder verbessern.“ Krams Rede mit dem Titel „Stonewall war keine Onlinepetition!“ wurde auf queer.de dokumentiert.
Seit Februar 2020 betreibt er den Podcast Queerkram, in dem er in einstündigen Gesprächen mit Gästen rund um die LGBTI-Community über queere Themen spricht. Queerkram wurde von Apple als einer der zehn besten neuen deutschsprachigen Podcasts des Jahres 2020 ausgezeichnet. Im Juni 2021 wurde der Podcast als erstes queeres Projekt in der 20-jährigen Geschichte des Preises mit dem Grimme Online Award ausgezeichnet. In der Jurybegründung hieß es: „Zusammen mit seinen Gäst*innen schafft es Kram, die Relevanz queerer Themen im gesamtgesellschaftlichen Kontext zu akzentuieren. Niemand im Publikum wird ausgeschlossen, sondern tiefgehende Gespräche entwickeln sich, die für die Zuhörer*innen hochinteressant sind und durch die alle etwas lernen können. Die dichten, oft vom ersten Satz an spannenden Podcastfolgen zeigen, dass Krams Überzeugung, ‚dass sich alle etwas zu sagen haben‘, zutrifft. Damit ist ‚Queerkram‘ ein idealtypischer Beitrag zur Meinungsbildung – und überdies meist auch gute Unterhaltung.“
Am 23. August 2023 wurde die von Kram geschriebene queere Musikrevue DRAG. GLAM. BERLIN. mit der Berliner Drag-Künstlerin Jade Pearl Baker im Berliner BKA-Theater uraufgeführt, bei der er auch Regie führte. Im Mittelpunkt des Stücks stehen 16 bekanntere und unbekanntere Berlin-Lieder. Sechs Berlin-Songs wurden von Johannes Kram (Liedtexte) und Florian Ludewig (Musik) für die Revue neu geschrieben, u. a. „Im Keller von Toms Bar“.
Am 10. Oktober 2022 erhielt für seine „Operette für zwei schwule Tenöre“ in Hamburg den Deutschen Musical Theater Preis 2022 in der Kategorie „Beste Liedtexte“.
2022 war Kram Mitgründer des PEN Berlin. Er lebt und arbeitet in Berlin.

## Ehrungen und Auszeichnungen
- 2022: Deutscher Musical Theater Preis in der Kategorie „Beste Liedtexte“ für die „Operette für zwei schwule Tenöre“.[49][50]
- 2022: Zwei Nominierungen für den Deutschen Musical Theater Preis in den Kategorien „Bestes Buch“ sowie „Beste Liedtexte“ für die „Operette für zwei schwule Tenöre“.[51]
- 2021: Grimme Online Award für Queerkram in der Kategorie „KULTUR und UNTERHALTUNG“.[52]
- 2019: Kompassnadel des Schwulen Netzwerks NRW[53]
- 2018: Maneo Tolerantia Award[54]
- 2016: Nominierung des Nollendorfblog für den Grimme Online Award in der Kategorie „Wissen“.[55]

## Werke (Auswahl)
- DRAG. GLAM. BERLIN. – Die große queere Hauptstadtmusikrevue, Musikrevue, 2023.[56]
- Ich hab ja nichts gegen Schwule, aber ...: Die schrecklich nette Homophobie in der Mitte der Gesellschaft, Querverlag, Berlin, 2018.
  - 2. Auflage, Querverlag, Berlin, 2021. ISBN 978-3-89656-260-9
  - 3. Auflage, Querverlag, Berlin, 2023. ISBN 978-3-89656-260-9
- Operette für zwei schwule Tenöre, Musiktheaterstück von Johannes Kram (Buch und Songtexte) und Florian Ludewig (Musik), 2017.[57]
- Shakespeares letzte Runde, Film, Regie: Achim Bornhak, Drehbuch: Susanne Finken, Johannes Kram, Heiko Martens, Marc Pommerening und Achim Bornhak, Deutschland 2016.[58]
- Seite Eins, Theaterstück für einen Mann und ein Smartphone von Johannes Kram, 2014.[59]
- Khao San Road, Musical von Johannes Kram (Buch und Songtexte) und Florian Ludewig (Musik), 2009.[60]
- Mein liebstes Stück, Espresso Verlag, Deutschland 2006, ISBN 3-88520-950-0.
- Waschen Schneiden Legen, Film, Regie: Adolf Winkelmann, Drehbuch: Johannes Kram, Stefan Weigl und Adolf Winkelmann, Deutschland 1999.[61]
- Danke! Der Meister plaudert aus dem Nähkästchen. Guildo Horn mit Johannes Kram und Roland Schwinn. Econ-Taschenbuch-Verlag, München 1998. 181 S. ISBN 3-612-26421-4.